# Fred Bartell
Fred Bartell (* 13. Dezember 1960 in Schleife; † 1. Mai 2003) war ein deutscher Eishockeyspieler.
Fred Bartell entstammte dem Nachwuchs von Dynamo Weißwasser, wo er alle Nachwuchsmannschaften durchlief.
In den Spielzeiten von 1979/80 bis 1982/83 spielte der gelernte Stürmer für die Mannschaft aus Weißwasser in der DDR-Oberliga. In der Saison 1983/84 trat er für den Erzrivalen und damaligen Meister SC Dynamo Berlin im Europapokal an und gewann die Bronzemedaille.
Nach seinen besten Jahren nahm er im Kader der BSG Einheit Weißwasser an der „Bestenermittlung“ teil.
Nach der Wende in der DDR spielte er in den Jahren 1990 bis 1992 beim damals unterklassigen TSV Adendorf (Niedersachsenliga, Regionalliga), danach ging er in der Saison 1992/93 für den ETC Crimmitschau in der viertklassigen Regionalliga auf das Eis, wechselte nach der Saison aber zum ESC Dresden. Vom Jahre 2000 bis 2003 trat der Oldie für den ELV Niesky als Verteidiger an und wurde 2003 Sieger der Sachsenliga, was den Aufstieg in die Oberliga bedeutete.
Als Mitglied der Nationalmannschaft der DDR, die ohne Niederlage die B-Weltmeisterschaft 1982 gewann, erreichte der Linksschütze den Aufstieg in die A-Gruppe der Eishockey-Weltmeisterschaft 1983 und dort den 6. Platz. Er trat in 47 Spielen für die DDR an.
Fred Bartell war gelernter Instandhaltungsmechaniker. Er ist der Vater von Daniel Bartell, der ebenfalls Eishockeyprofi wurde.

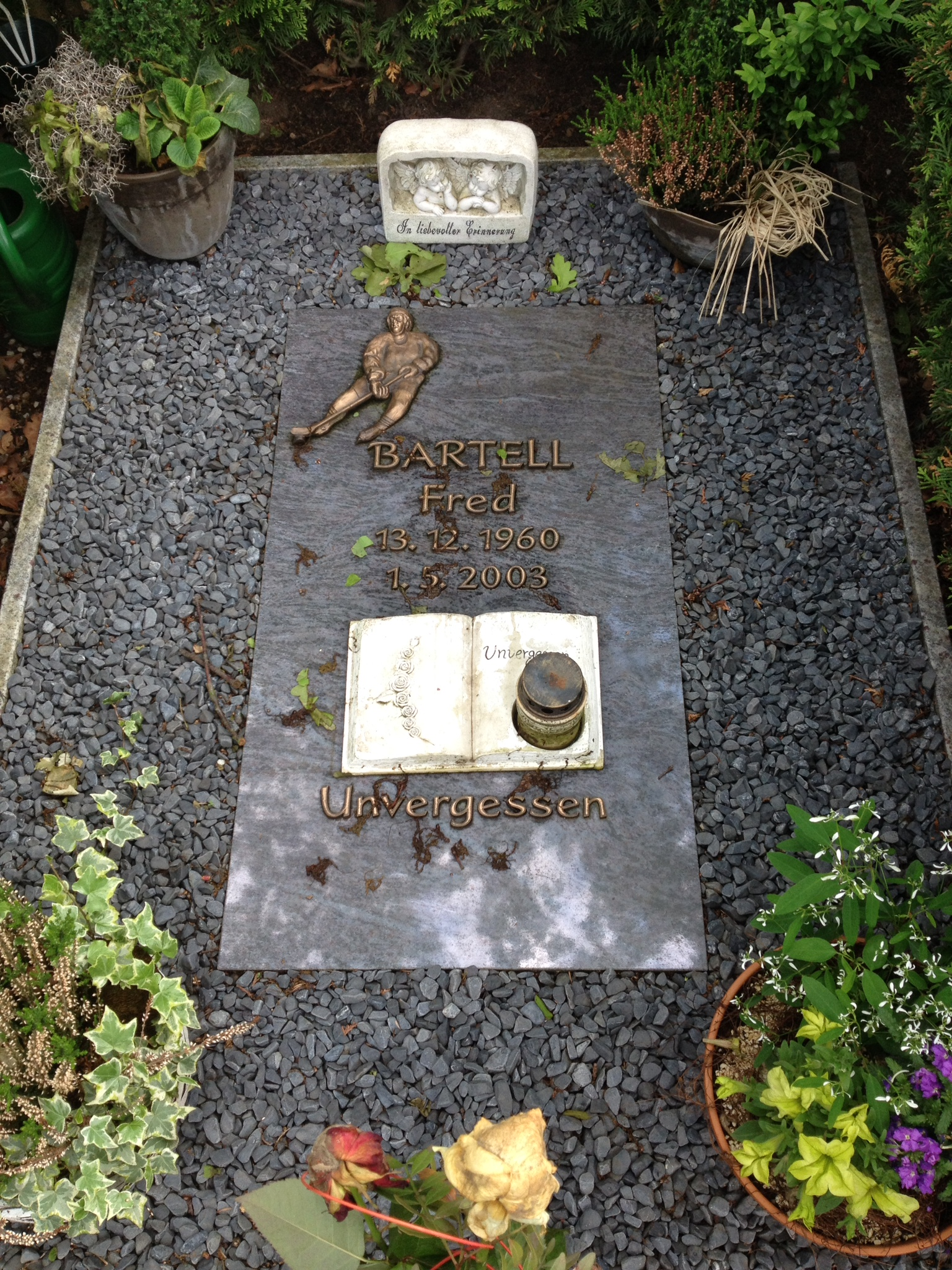
Grabstätte von Fred Bartell

Fred Bartell starb, nachdem er bei einem Fußballspiel – erst 42 Jahre alt – zusammenbrach.